# مبنى بوتر
مبنى بوتر هو مبنى يقع في الحي المالي بمنهاتن في مدينة نيويورك. يشغل المبنى كتلة كاملة على طول شارع بيكمان، ويمتد من العنوان 38 بارك رو في الغرب إلى 145 شارع ناسو في الشرق. صممه المعماري نوريس جي. ستاركويذر بمزيج من طرازي كوين آن والنيو-غريك (اليوناني الجديد)، وتم إنشاؤه كهيكل مدعّم بالحديد.
استخدم مبنى بوتر أكثر تقنيات مقاومة الحريق تقدمًا في زمانه، عند بنائه بين عامي 1883 و1886. ومن هذه الميزات: العوارض الحديدية المدلفنة، والأعمدة المصنوعة من الحديد المصبوب، والجدران الخارجية المبنية من الطوب، والأقواس المصنوعة من القرميد، والواجهات المزينة بالتيراكوتا. ويُعد المبنى أيضًا من أوائل المباني التي استُخدم فيها هيكل من الحديد بالكامل، كما كان من أوائل المباني التي اتبعت تصميمًا على شكل حرف C، مع فناء خارجي مضاء يطل على شارع بيكمان. لا يزال التصميم الأصلي محفوظًا إلى حد كبير.
حلّ المبنى محل المقر السابق لصحيفة نيويورك وورلد، الذي بُني عام 1857 وتعرض لحريق في فبراير 1882. وقد سُمّي المبنى تيمنًا بمطوره، السياسي ومطور العقارات أورلاندو ب. بوتر. وكان يستخدم في الأصل كمبنى مكاتب، وكان معظم مستأجريه من الإعلاميين والعاملين في المجال القانوني. وفي الفترة بين عامي 1979 و1981، تم تحويل المبنى إلى شقق سكنية. وفي عام 1996، تم تصنيفه كمعلم من معالم مدينة نيويورك، كما يُعد جزءًا مساهمًا في منطقة فولتون-ناسو التاريخية المُدرجة في السجل الوطني للأماكن التاريخية منذ عام 2005.